# Apesdown
Apesdown – osada w Anglii, na wyspie Wight. Leży 6 km na zachód od miasta Newport i 126 km na południowy zachód od Londynu.